# Novoseltsovo
Novoseltsovo (en arménien Նովոսելցովո) est une communauté rurale du marz de Lorri en Arménie. En 2008, elle compte 189 habitants.